# Henry Savile
Sir Henry Savile - connu aussi sous la forme latinisé "Henricus Savilius" - (né le 30 novembre 1549 dans le Yorkshire – † le 19 février 1622 à Eton), directeur du Merton College (Oxford) et prévôt d'Eton, est un helléniste anglais et l'un des principaux contributeurs à la Bible du roi Jacques. 

## Biographie

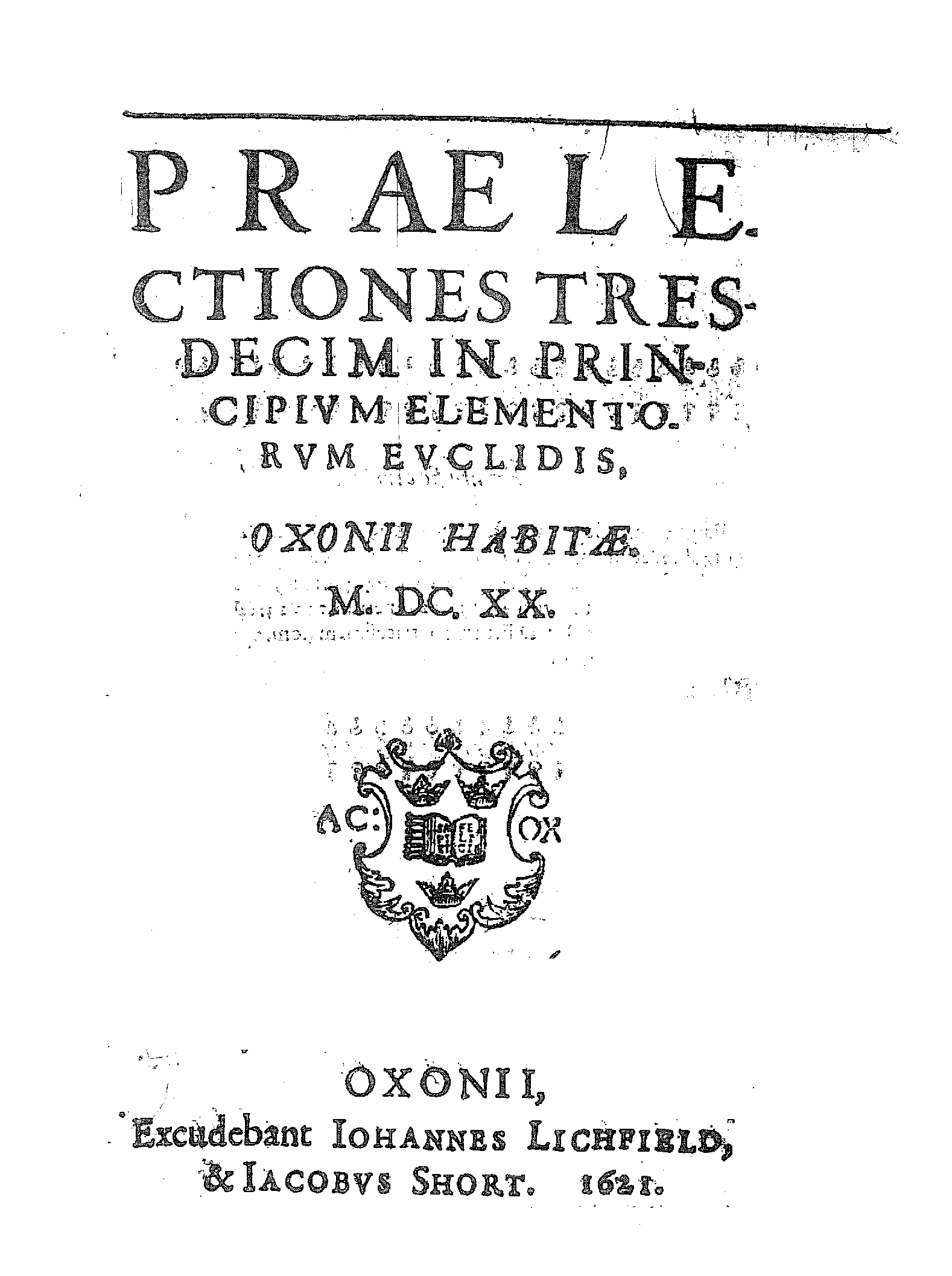
Praelectiones tresdecim in principium elementorum Euclidis, 1621

### Un helléniste talentueux
Il est le fils d'Henry Savile de Bradley, près de Halifax, petite ville de l'ouest du Yorkshire, et d'Elizabeth, fille de Robert Ramsden. Les Savile de Methley sont une vieille famille du comté. 
Henry Savile étudie à Brasenose College (Oxford), où il s'inscrit en 1561. Il est élu fellow (c'est-à-dire sociétaire, ou professeur titulaire) du Merton College (Oxford) en 1565. Grâce à ses leçons publiques sur l'Almageste de Ptolémée, il se fait une grande réputation d'helléniste et de géomètre et en 1575 devient Junior Proctor de l'université d'Oxford. En 1578, il voyage en Europe continentale, amassant une grande collection de manuscrits ; il semble qu'il ait alors servi la reine Élisabeth en tant qu'émissaire aux Pays-Bas.

### En quête d'honneurs
De retour en Angleterre, il est nommé Lecteur de Grec de la reine, et en 1585, grâce à l'intercession pressante des ministres William Cecil et Francis Walsingham, obtient la direction de Merton College. Son administration autoritaire rétablit la réputation de ce collège. Sa réputation de lettré s’accroît de nouveau en 1591 lors de la parution de sa traduction de quatre livres des Histoires de Tacite, à laquelle il a annexé un érudit « Commentaire sur les machines de guerre des Romains » (Commentary on Roman Warfare).
Après des années de démarche auprès de la Cour, il obtient enfin la prévôté du collège d'Eton le 26 mai 1596 ; en effet il ne remplissait pas les conditions exigées par les statuts du Collège, n'ayant pas été ordonné prêtre, et la reine ne voulait pas le nommer à ce poste. Savile avance ingénument que la reine a le droit de passer outre aux statuts, obtenant à la longue gain de cause.

### Traducteur de la Bible
Mais en février 1601 il est arrêté comme suspect de complicité dans le complot de Robert Devereux, le 2e comte d'Essex.
Bientôt relaxé, ses liens supposés avec la faction du comte d'Essex, ainsi que ses prises de position concernant les statuts religieux du collège d'Eton plaident largement en sa faveur après l'avènement du roi Jacques. Le fait que son frère aîné, Sir John Savile (1545–1607), juriste renommé et haut magistrat de l'administration du Trésor, se soit prononcé en 1606 en faveur du droit pour le roi de taxer le commerce d'import-export, a pu également favoriser son retour en grâce.
Le 30 septembre 1604, Savile est anobli, et cette même année il est élu parmi le groupe d'érudits chargés de préparer l'édition de la Bible du roi Jacques. On lui confie de longs passages des Évangiles, les Actes des Apôtres et l'Apocalypse. Il semble que ce soit la mort en 1604 de son fils unique, né en 1592 de son mariage avec Margaret Dacre, qui décide Henry Savile à consacrer sa fortune à la promotion du savoir, bien qu'il ait aussi une fille, mère du futur dramaturge Charles Sedley.
Son édition de Jean Chrysostome en huit tomes in-folio parut entre 1610 et 1613. La réalisation en est confiée à l'imprimeur du roi, avec une presse à bras importée à ses frais. Son Chrysostome, qui lui coûte £8000 et n'est pas vraiment un succès d'édition, est le plus grand ouvrage d'édition classique effectué en Angleterre à cette époque. Avec cette même presse, il fit imprimer une édition de la Cyropédie de Xénophon en 1618. En 1619 il créa la Savilian chair of geometry, chaire de géométrie et d'astronomie d'Oxford.

## Anecdotes
On confond parfois Sir Henry Savile avec un homonyme, Henry Savile dit « Long Harry » (1570-1617), confusion qui tend à accréditer une continuation apocryphe des Chroniques du moine gallois Asser († 908/909,) laquelle prétend que le roi Alfred le Grand aurait fondé l'université d'Oxford.
Un de ses frères, Thomas Savile († en 1593), était aussi professeur au Merton College (Oxford), où il était réputé pour ses cours. Un seul des enfants d'Henry Savile lui survécut, Elizabeth, qui épousa Sir John Sedley et fut la mère de Sir Charles Sedley.

### Sources
- William D. Macray, Annals of the Bodleian Library (London, 1868)
- Sir Henry Churchill Maxwell-Lyte, History of Eton College (3rd ed., London, 1899)
- John Aubrey, Lives of Eminent Men (London, 1898).
- (en) « Henry Savile », dans Encyclopædia Britannica [détail de l’édition], 1911 (lire sur Wikisource).